# Koninklijke Villa Doi Tung
De Koninklijke Villa Doi Tung is een villa in Amphoe Mae Fa Luang in Thailand. De villa is gebouwd in 1988 en was oorspronkelijk de zomerresidentie van de moeder van de vrouw van koning Rama IX (de prinses-moeder), die naar de villa verhuisde op 23 november 1988. Om de opiumhandel in het gebied te verminderen werd de Koninklijke Villa Doi Tung een toeristische attractie, waardoor de opiumboeren nieuw werk kregen. De villa heeft nu een tuin en een restaurant.

## Mae Fa Luang-tuinen

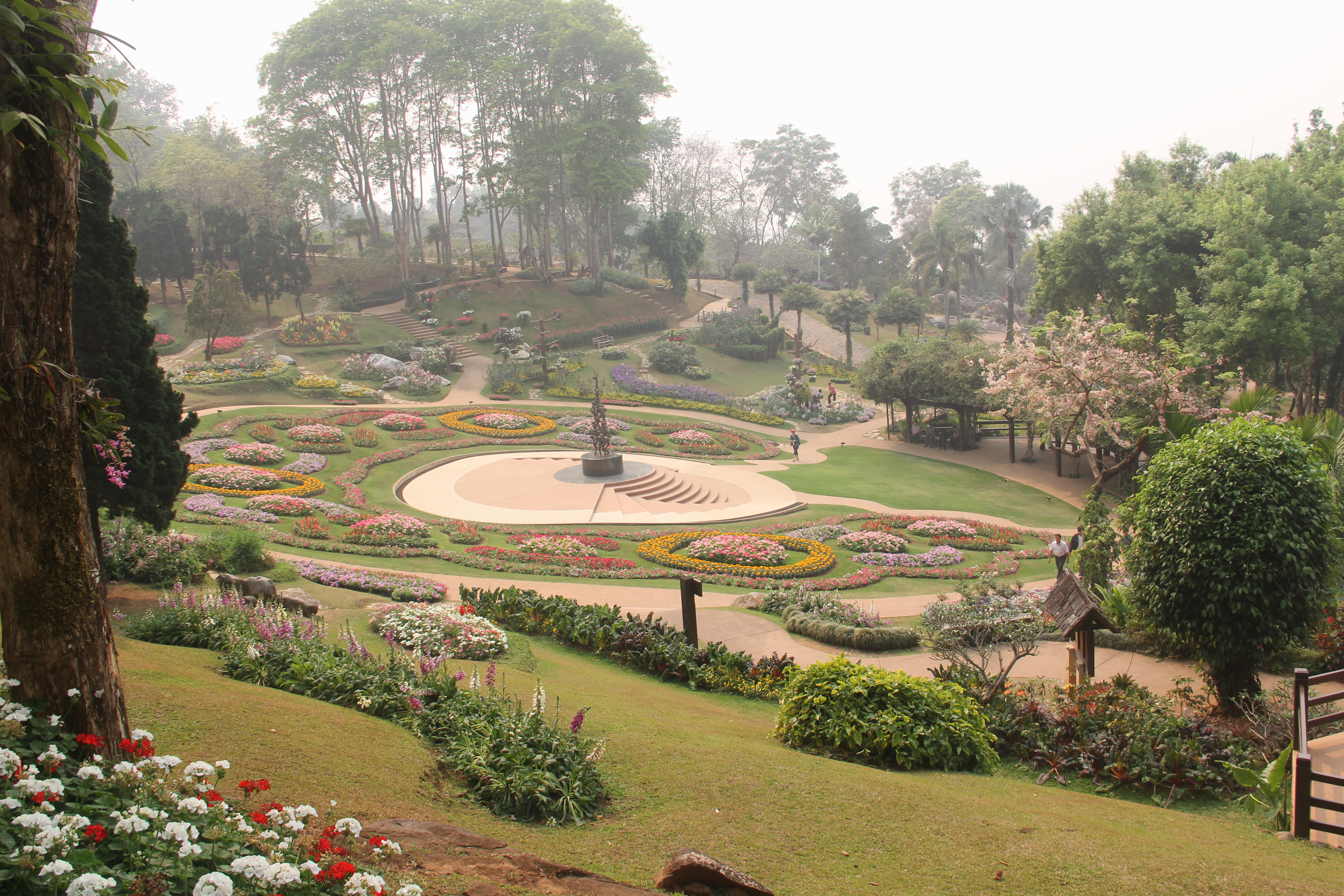
De Mae Fah Luang-tuinen

De Koninklijke Villa Doi Tung heeft ook tuinen, namelijk de Mae Fa Luang-tuinen. De tuinen zijn gebouwd op de plaats waar eerst het dorp Pa Kluay was. De Mae Fa Luang-tuinen zijn gebouwd omdat de prinses-moeder van Thailand de Thaise inwoners die nog nooit hebben gereisd een tuin wilde geven. In het midden van de tuinen staat een standbeeld, namelijk "Continuity". Dit standbeeld is gemaakt door Yip-In-Soi en kreeg zijn naam omdat de prinses-moeder vond dat continuïteit een onderneming succesvol maakt. De Mae Fa Luang-tuinen worden verzorgd door de lokale bewoners. In 1993 kregen de tuinen een PATA Award voor toeristische ontwikkeling van de Pacific Asia Tourism Association.
De Mae Fa Luang-tuinen hebben een oppervlakte van vier hectare.

## Architectuur
De Koninklijke Villa Doi Tung is gebouwd in Zwitserse stijl en het extrieur bestaat voornamelijk uit beton. Het beton is versierd met het hout van de teakboom. Het interieur bestaat voornamelijk uit gerecycled hout van de den.